# كلوستريديوم مستنقعي
كلوستريديوم أوليغينوسام أو كلوستريديوم مستنقعي هي بكتيريا موجبة غرام عصوية الشكل مكونة للأبواغ بنمط سلالة BST. وقد تم تحديد تسلسل الجينوم الخاص بها.

## قراءة إضافية
- Schnürer، A (1997). "Enzyme activities in and energetics of acetate metabolism by the mesophilic syntrophically acetate-oxidizing anaerobe Clostridium ultunense". FEMS Microbiology Letters. ج. 154 ع. 2: 331–336. DOI:10.1016/S0378-1097(97)00350-9. ISSN:0378-1097.

## روابط خارجية
- (بالfr+en) مرجع موسوعة الحياة (EOL) : Clostridium uliginosum
- LPSN
- Type strain of Clostridium uliginosum at BacDive - the Bacterial Diversity Metadatabase